# Stenophylax wageneri
Stenophylax wageneri là một loài Trichoptera trong họ Limnephilidae. Chúng phân bố ở miền Cổ bắc.